# Patrol Garliczka

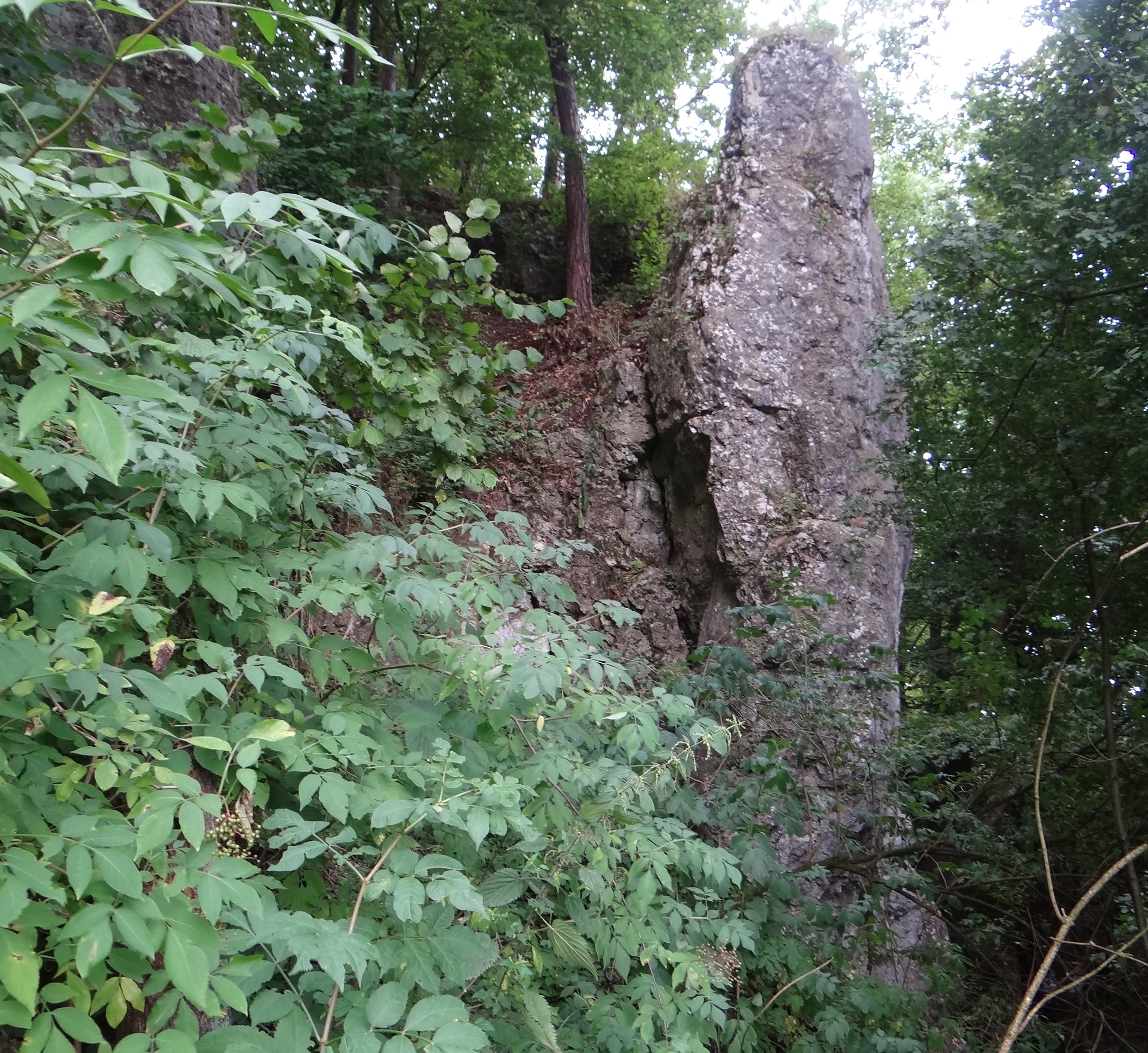

Patrol Garliczka – skała w dolinie potoku Garliczka na Wyżynie Olkuskiej będącej częścią Wyżyny Krakowsko-Częstochowskiej. Znajduje się we wsi Garliczka w województwie małopolskim, w powiecie krakowskim, w gminie Zielonki.
Patrol Garliczka wznosi się na lewym brzegu potoku Garliczka, tuż za boiskiem i placem zabaw. Jego pionowa ściana znajduje się w lesie i opada wprost do koryta potoku. Jest obiektem wspinaczki skalnej. Skała zbudowana jest z wapieni, ma ściany połogie lub pionowe, o wysokości do 18 m, z filarami i zacięciami. Jest na niej 6 dróg wspinaczkowych o trudności od VI.1 do VI.3 w skali polskiej, oraz jeden projekt. Wszystkie (poza projektem) mają zamontowane stałe punkty asekuracyjne – ringi (r), i dwa ringi zjazdowe (drz). Ściany wspinaczkowe o wystawie północno-zachodniej.
Tuż obok skały Patrol Garliczka znajduje się druga, również wspinaczkowa skała Kapitan Garliczka.

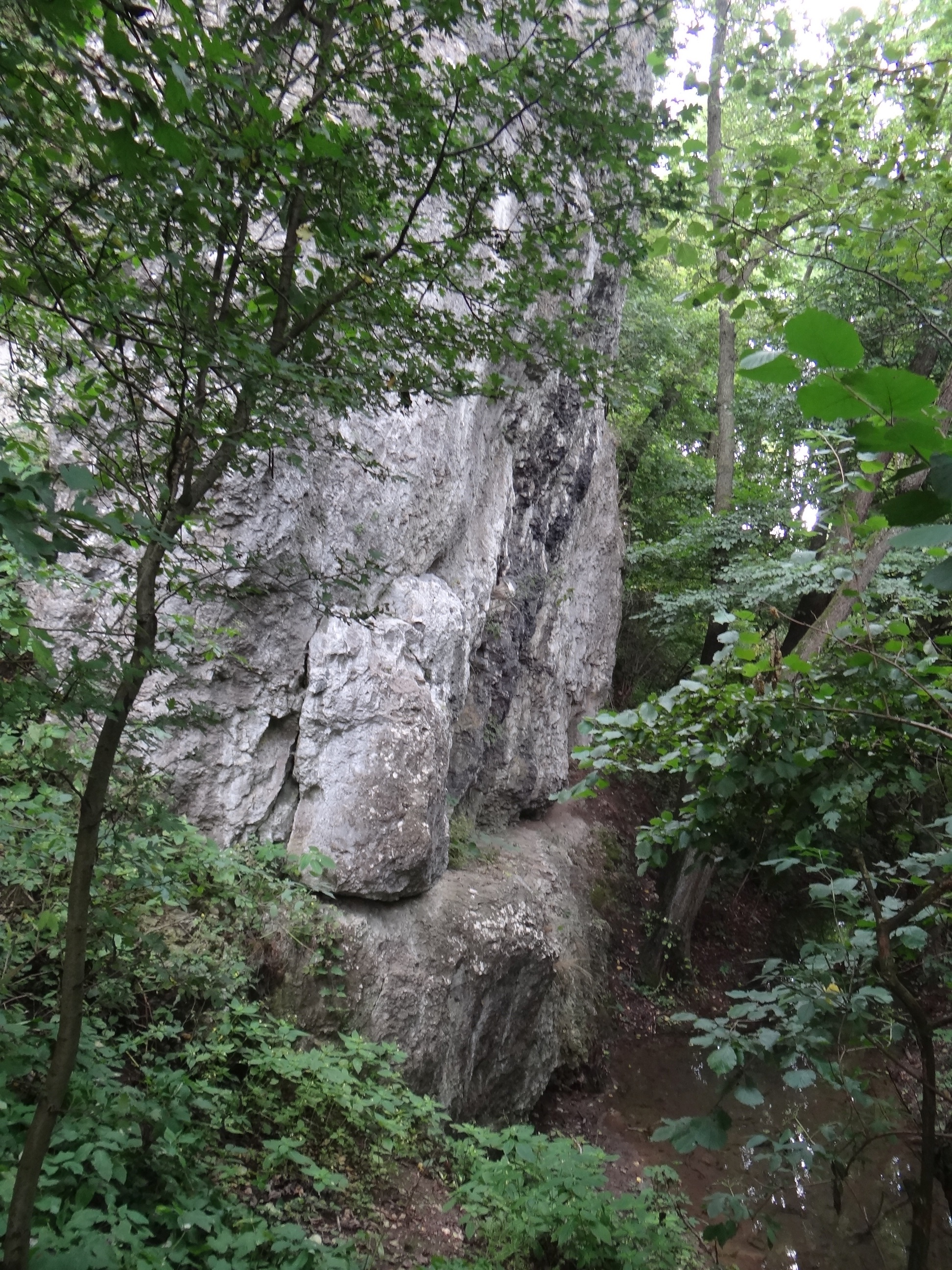

## Drogi wspinaczkowe
1. Marycha 26 VI.1, 12 m (5r + drz),
2. Marycha 25 VI.1, 12 m (5r + drz),
3. Wariant Bogny VI.1+, 12 m (5r + drz),
4. Ostatnie tchnienie Marychy VI.3, 12 m (5r + drz),
5. Projekt,
6. Krucha mamba VI.1, 11 m (5r + drz),
7. Dolina krzemowa VI+, 11 m (5r + drz)[1].